# Гротсхермер
Гротсхермер (нід. Grootschermer) — село в нідерландській провінції Північна Голландія. Входить до муніципалітету Алкмар.
Його площа становить 11,25 км², а населення станом на 2021 рік складало 695 осіб.
Перша згадка про населений пункт датується першою половиною 11-го сторіччя.

## Галерея

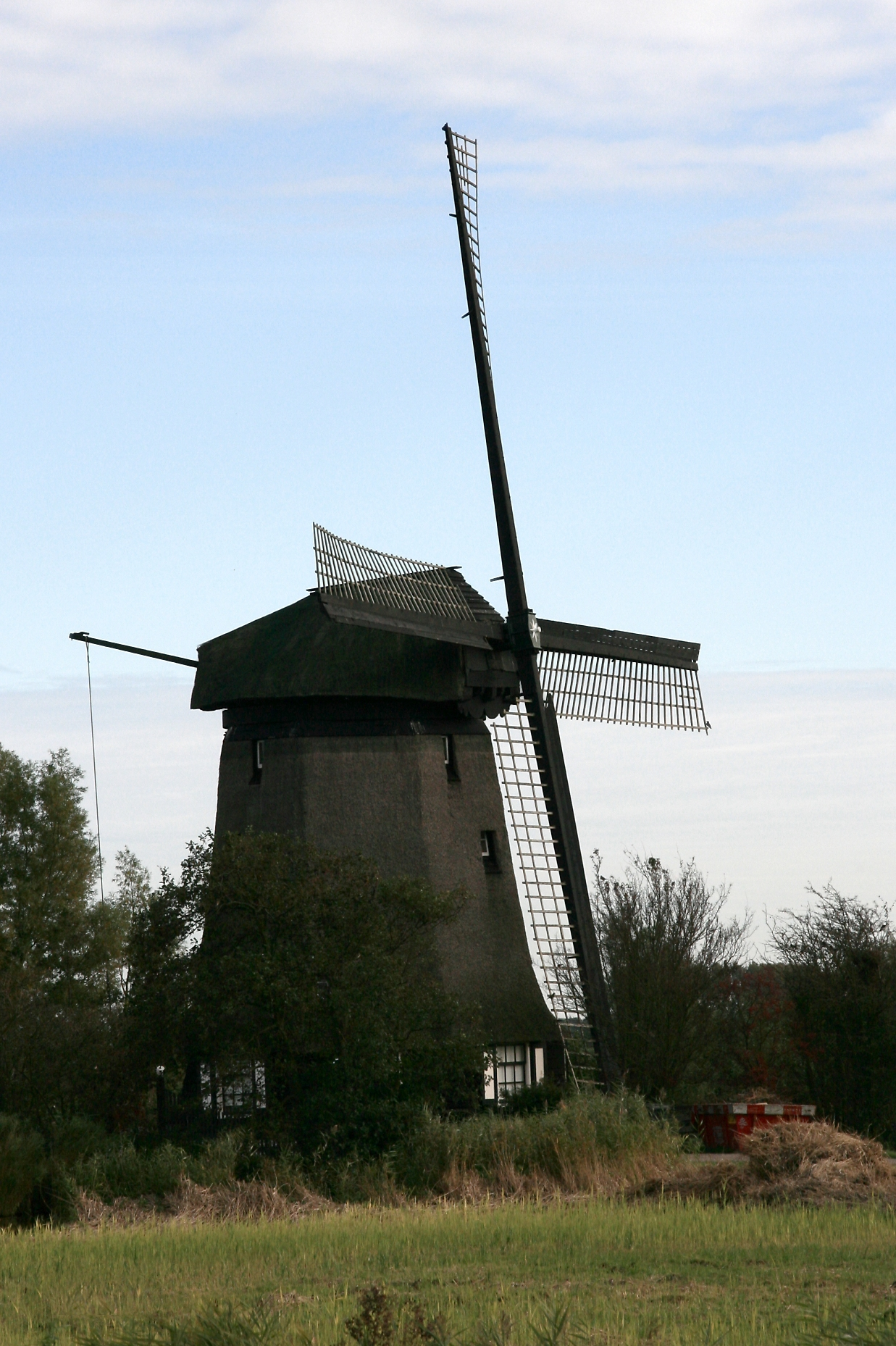
Вітряк De Havik
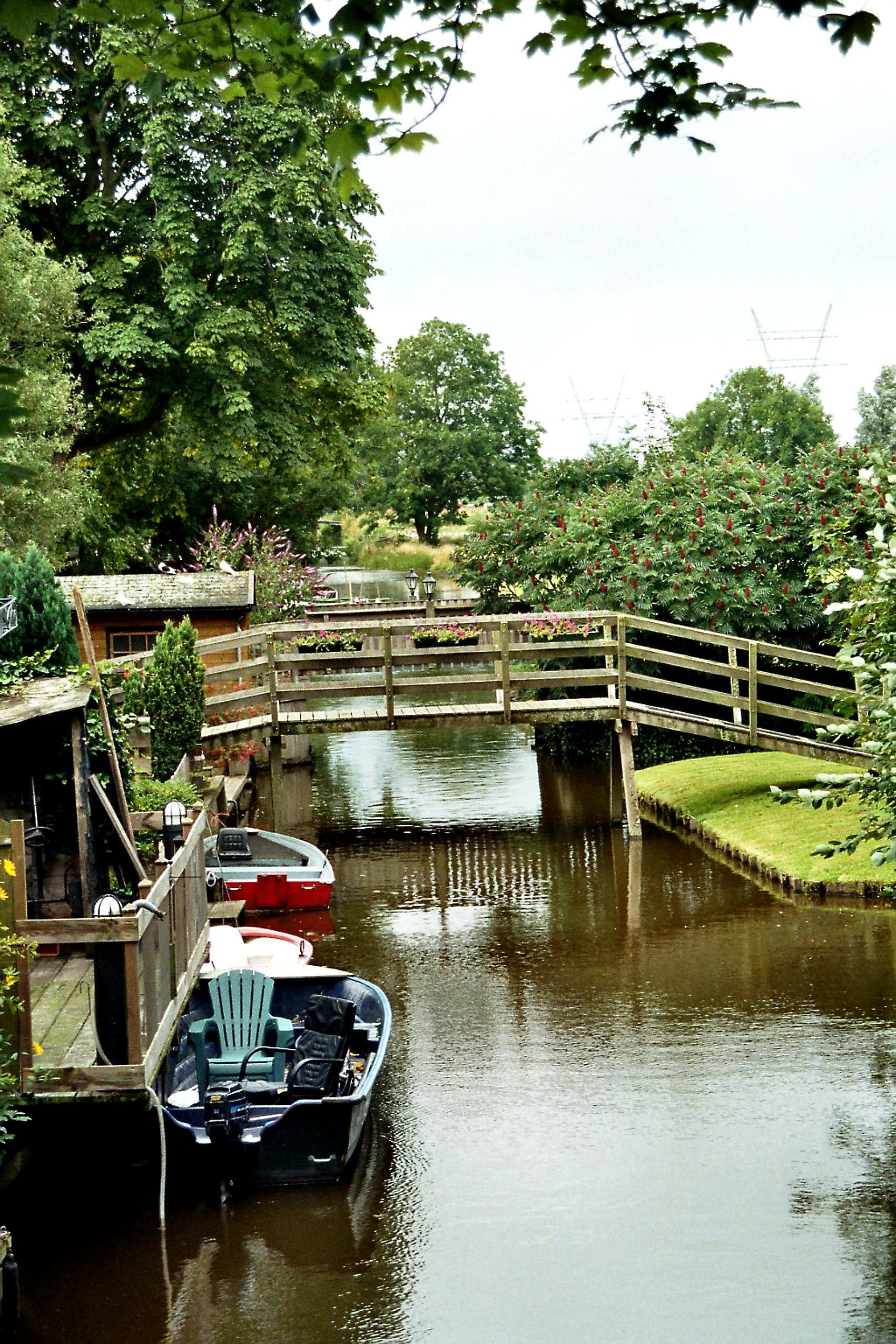
Вид на канал
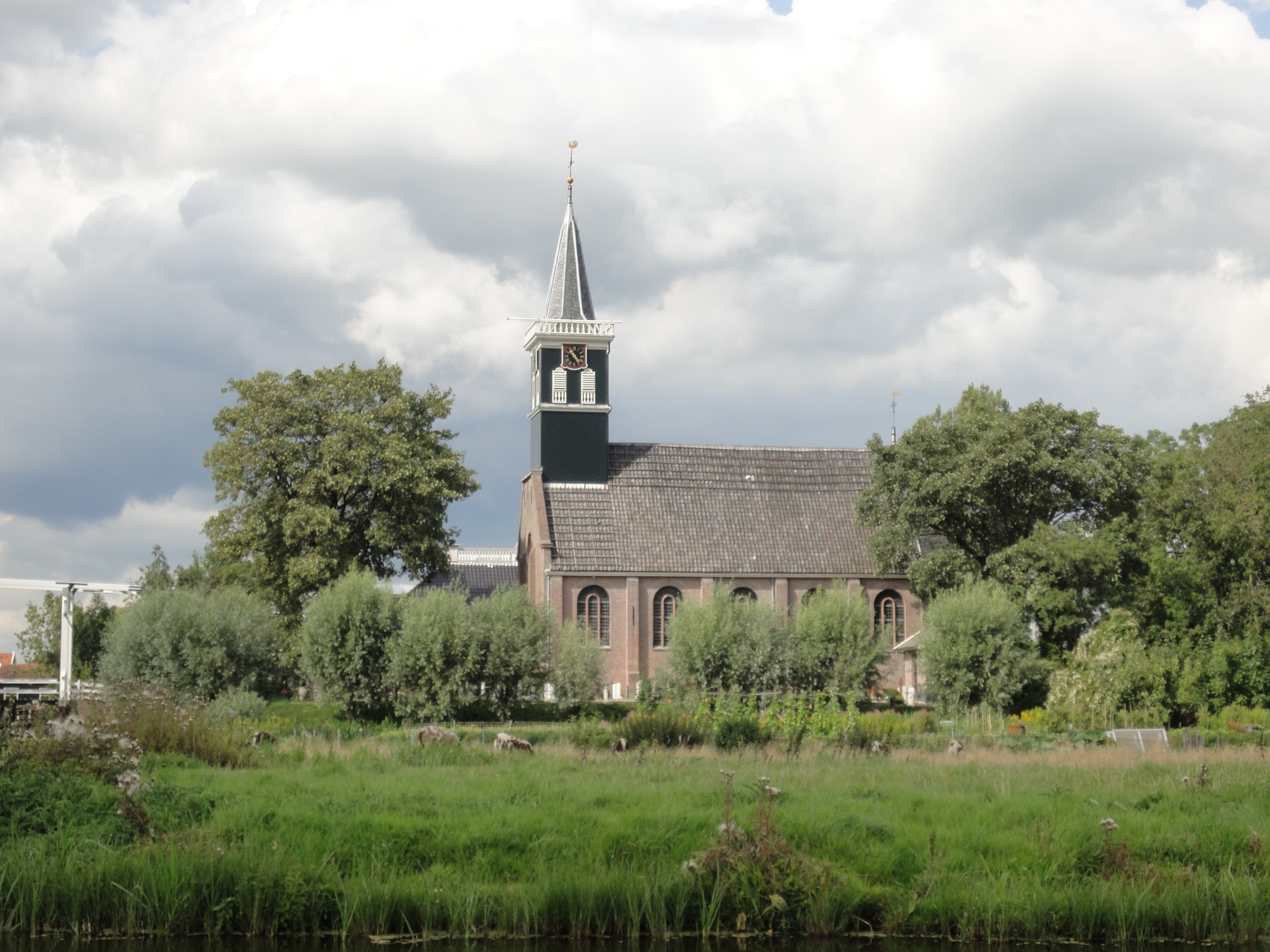
Протестантська церква
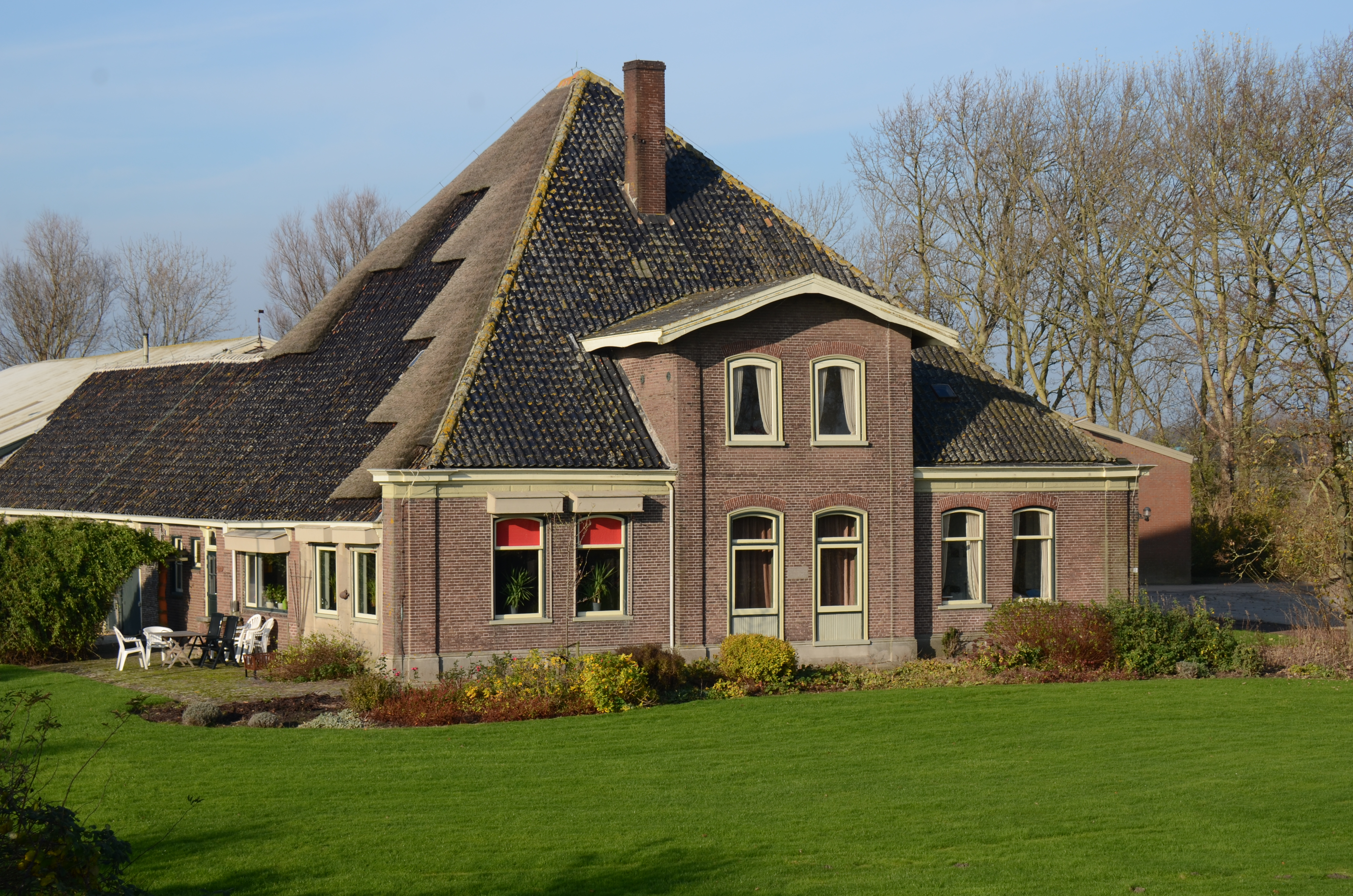
Ферма у Гротсхермері